# Aspidosperma triternatum
El quebracho blanco lagunero (Aspidosperma triternatum) es una especie arbórea de la familia Apocynaceae que habita en el centro de América del Sur. No debe confundirse con otra especie del mismo género Aspidosperma a la cual también se la conoce como quebracho blanco: Aspidosperma quebracho-blanco.

## Distribución y hábitat

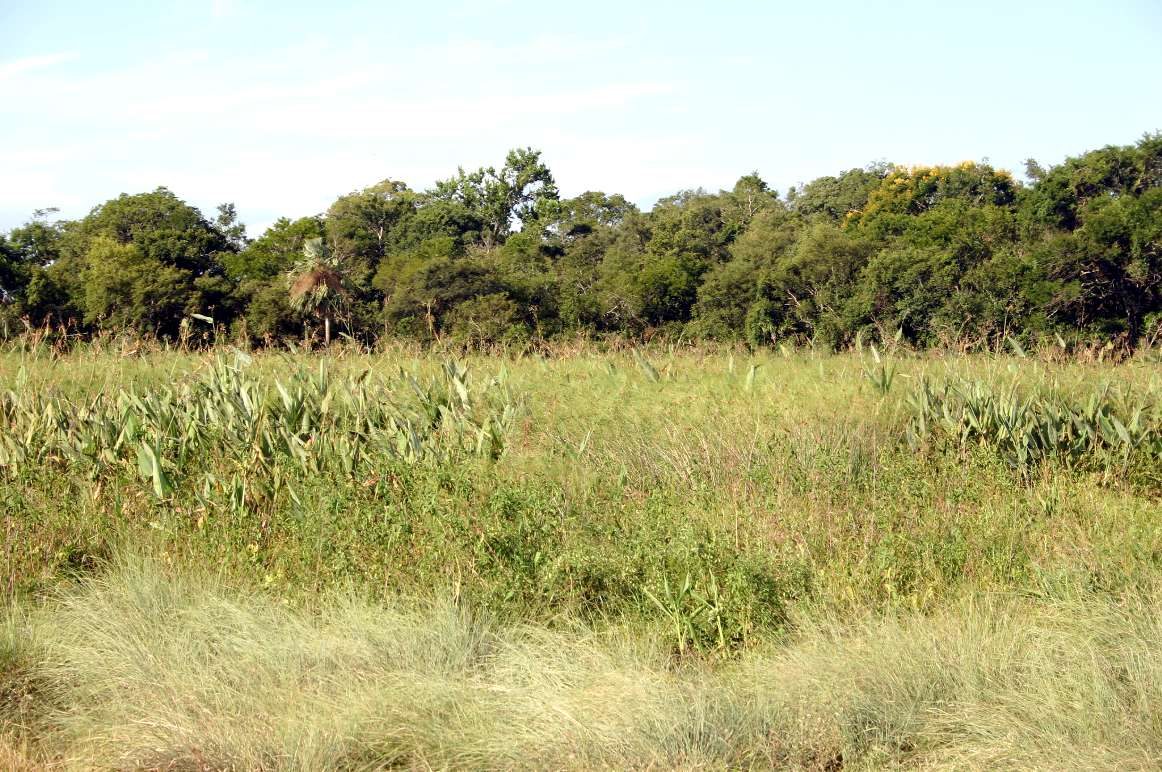
El área que rodea a las formaciones pantanosas permanentemente anegadas cubiertas de macrófitas palustres, así como las sabanas sólo estacionalmente anegadas, son los ambientes en que habita esta especie.

Se distribuye en el norte de la Argentina, y el oeste del Paraguay, especialmente en ambientes del distrito fitogeográfico chaqueño oriental y en madrejones del distrito fitogeográfico Chaqueño Occidental, ambos pertenecientes a la provincia fitogeográfica Chaqueña.
En la Argentina es característica de la región chaqueña en las provincias de Jujuy, Salta, Formosa, Chaco, Santa Fe y noroeste de Corrientes. 
En el Paraguay habita en los departamentos de Alto Paraguay, Concepción, y Presidente Hayes.
Es más común en bosques semiáridos dominados por Aspidosperma quebracho blanco y Schinopsis lorentzii, así como también en áreas de depresiones, terrenos bajos y arcillosos, o en proximidades de las aguadas, junto al palo cruz Tabebuia nodosa.

## Nombres vulgares
Localmente, es denominada quebracho blanco lagunero, quebracho blanco chico, quebrachillo pardo y quebracho negro. En idioma guaraní su denominación es ivira-ro-puitá que significa ivira: 'árbol' o 'madera', o 'amargo' y puitá: 'colorado'.

## Descripción
Es un árbol mediano, de 10 a 12 m de altura, con fuste cilíndrico, recto, de un diámetro de 30 a 35 cm, con corteza grisácea a parda, lisa en ejemplares jóvenes, pero profundamente fisurada longitudinalmente en los añosos. Las ramas son grisáceas, inermes, y rígidas. Las hojas son persistentes, glabras, subcoriáceas, dispuestas de manera opuesta o en verticilos trímeros. Las flores hermafroditas se disponen en inflorescencias cimosas, con un largo de 1 a 3 cm. El fruto es un folículo de 3 a 5 cm de largo que contiene de 6 a 12 semillas, las que son subcirculares, y están rodeadas por un ala membranácea.

### Madera
La madera recién lijada es blanco-amarillenta, sin diferencias entre duramen y albura. Con el tiempo pasa a ser en tonos amarillo-ocres. La misma no cuenta con un olor característico.

## Etimología
La palabra Aspidosperma hace referencia al prefijo aspid (en griego, 'cubierta protectora', 'escudo') y sperma ('semilla') haciendo referencia a la dureza de estas semillas aladas. El epíteto vulgar «quebracho» proviene de la contracción castellana de «quiebra + hacha» dando a entender la dureza de su madera.

## Conservación
La UICN la categoriza como una especie casi amenazada, en razón de que su ecosistema es susceptible a los daños causados por las actividades humanas.